# Supernova (película de 2005)
Supernova es una película originalmente estrenada en el canal Hallmark. Luke Perry es la estrella de la película y Peter Fonda, un ganador del Globo de Oro, forma parte también de la historia.

## Sinopsis
Una conferencia mundial de científicos está teniendo lugar en Australia cuando el doctor Austin Shepard (Peter Fonda) desaparece repentinamente. El colega del doctor Shepard, Christopher Richardson (Luke Perry) y otras personas se darán cuenta al poco tiempo con la realidad de una inevitable crisis y un intento de mantener escondida esa información al público. Mientras la supernova se avecina, explosiones de plasma del Sol causan daños masivos en Australia y en otras partes del globo. Mientras que el caos reina en las calles, un viejo enemigo de la esposa de Richardson escapa de prisión e inmediatamente se dirige a matarla a ella y a su hija. Sobrevivir a la casi destrucción de la Tierra y al intento de asesinato del psicópata han sido unas terribles experiencias para Richardson y su familia, pero todo acabó cuando encuentran un error de cálculo y descubren que no habrá supernova.